# Кайсиева градина (квартал на Варна)
„Кайсиева градина“ е втори микрорайон от квартал Владислав Варненчик. Построен е от 1984 до 1988 г. върху част от парцела на изоставена кайсиева плодова градина, откъдето идва и името на микрорайона. Характерно за района е, че е съставен от блокове с много входове и номера над 200, изписани с големи цифри върху блоковете. Един от най-късно построените комплекси по време на социалистическия период. На територията на квартала има училище, пазар, детска градина, в близост се намира хипермаркет МЕТРО.